# Paysandu Foot-Ball Club
O Payssandu Futebol Clube foi um clube brasileiro de futebol da cidade de São Paulo, atualmente extinto. Fundado em 1916, suas cores eram preto e branco, e seu uniforme era composto por camisa e calção brancos. Participou de apenas uma edição do Campeonato Paulista de Futebol.

## História
O clube foi fundado por, entre outros, Arthur Friedenreich, então jogador do Clube Atlético Ypiranga que, junto com outros jogadores do clube, fora suspenso, por imposição da APEA, devido a um amistoso disputado no fim da temporada anterior sem a devida autorização da liga. Para os jogadores suspensos, a única alternativa foi fundar o Payssandu e disputar o campeonato da LPF, que enfrentava sérios problemas e se mantinha apenas por causa das habilidades políticas de seu dirigente Mário Cardim.
O Campeonato Paulista de 1916 marcou o último ano de existência da LPF, concorrente da APEA. Enquanto quase todos os principais times estavam na APEA (dentre os times que já tinham conquistado o Paulistão, apenas o Corinthians disputou o torneio da LPF), a liga conhecida como "Liga do Mário Cardim" sofria com sua desorganização e contava com vários clubes iniciantes.[carece de fontes?]
Devido a problemas de organização, o campeonato não chegou ao fim, sendo interrompido após a sétima rodada. O Payssandu, considerado uma das equipes mais fracas daquela temporada, ficou na quinta colocação, enquanto o Corinthians foi apontado como campeão. Para o ano seguinte, as ligas foram unificadas.
Friedenreich disputou apenas uma partida pelo clube, um amistoso em janeiro, contra o Corinthians. O Payssandu perdeu por 2 a 1, mas Friedenreich marcou o gol do time, no segundo tempo. Um movimento a seu favor surgiu na APEA, e ele solicitou um perdão à liga, que o concedeu, permitindo que ele voltasse ao Ypiranga, sem, contudo, poder disputar o campeonato daquele ano. Essa foi a principal causa do fim do Payssandu, embora o time tenha disputado, sem Friedenreich, nove partidas do campeonato da LPF.